# Ololygon berthae
Ololygon berthae é uma espécie de anfíbio da família Hylidae. Pode ser encontrada na Argentina, Uruguai, Brasil e Paraguai.